# 小倉元廉
小倉 元廉（おぐら もとかど）は、戦国時代から安土桃山時代にかけての武将。毛利氏の家臣。諱は元信とも。

## 生涯
天文6年（1537年）、安芸内藤氏の内藤元方の三男として誕生。兄は内藤元栄。
永禄10年（1567年）4月7日、毛利元就の側近であった小倉元悦が死去。元悦に男子はいなかったため、元廉が婿養子として家督を相続し、永禄11年（1568年）11月24日、毛利輝元から加冠状を受ける。
天正17年（1589年）1月14日、毛利輝元から「越中守」の受領名を与えられる。
慶長6年（1601年）7月14日に死去。享年65。嫡男の元位が後を継いだ。